# Coalición de Unidad Nacional
Coalición de Unidad Nacional (CUN) fou una coalició electoral d'extrema dreta formada per Partido de Acción Nacional, Movimiento Falangista de España i Movimiento Católico Español per a les eleccions generals espanyoles de 1986. Només va obtenir 5.209 vots i es va dissoldre.